# Ödeshög község
Ödeshög község (svédül: Ödeshögs kommun) Svédország 290 községének egyike. Östergötland megyében található, székhelye Ödeshög.

## Települések
A község települései:
| Település  | Népesség | Megjegyzés         |
| ---------- | -------- | ------------------ |
| Hästholmen | 372      |                    |
| Ödeshög    | 2651     | a község székhelye |